# Sheppardia
Sheppardia is een geslacht van zangvogels uit de familie vliegenvangers (Muscicapidae). Het geslacht werd in 1909 door Alwin Karl Haagner geldig beschreven. De naam is een eerbetoon aan P.A. Sheppard, toen als verzamelaar actief in Beira (Mozambique).

## Soorten
Het geslacht omvat de volgende soorten:
- Sheppardia aequatorialis  – Jacksons akalat
- Sheppardia aurantiithorax  – Rubehojanfrederik
- Sheppardia bocagei  – Bocages janfrederik
- Sheppardia cyornithopsis  – Congo-akalat
- Sheppardia gabela  – Gabela-akalat
- Sheppardia gunningi  – Blauwvleugelakalat
- Sheppardia lowei  – Iringajanfrederik
- Sheppardia montana  – Usambarajanfrederik
- Sheppardia poensis  – Kortstaartjanfrederik
- Sheppardia polioptera  – Grijsvleugeljanfrederik
- Sheppardia sharpei  – Sharpes akalat